# Innocenty (Wietrow)
Innocenty, imię świeckie Dmitrij Aleksandrowicz Wietrow (ur. 8 września 1973 w Tomsku) – rosyjski biskup prawosławny. 

## Życiorys
Pochodzi z rodziny robotniczej. Od dzieciństwa był ministrantem i chórzystą w soborze Świętych Piotra i Pawła w Tomsku. Po ukończeniu ośmioletniej szkoły podstawowej pracował jako kucharz, kontynuując naukę w trybie wieczorowym. W 1991 został przyjęty do seminarium duchownego w Tobolsku na II rok nauki. Po roku przeniósł się do analogicznej szkoły w Kursku i ukończył ją w 1995. Jeszcze jako słuchacz seminarium, 7 kwietnia 1994, złożył śluby mnisze w riasofor przed biskupem biełgorodzkim Janem, po czym przyjął święcenia diakońskie. Otrzymał imię Tichon na cześć świętego patriarchy moskiewskiego i całej Rusi Tichona. Został również zatrudniony w seminarium jako wykładowca języka cerkiewnosłowiańskiego i asystent inspektora. W 1995 przyjął święcenia kapłańskie i został p.o. dziekana Pustelni Korzennej. 
W 1996 został wyznaczony na stanowisko dziekana cerkwi św. Innocentego przy seminarium duchownym w Biełgorodzie. Był również wykładowcą seminarium i uczestnikiem misyjnych wyjazdów duchowieństwa prawosławnego do Jakucji, Kałmucji i na Czukotkę. 5 stycznia 1997 złożył wieczyste śluby mnisze, przyjmując imię Innocenty na cześć św. Innocentego z Alaski. W latach 1997–1999 uzupełniał edukację teologiczną na studiach w Kijowskiej Akademii Duchownej. W 2007 obronił dysertację kandydacką. 
Od 2003 służył w soborze Przemienienia Pańskiego w Nowokuźniecku i pracował w miejscowym seminarium duchownym. Od 2006 do 2012 był proboszczem parafii św. Mikołaja w tym samym mieście. Od 2004 do 2012 zasiadał w sądzie kanonicznym eparchii kemerowskiej i nowokuźnieckiej, od 2011 jako zastępca przewodniczącego. 
Nominację na biskupa mariińskiego i jurgińskiego otrzymał 26 lipca 2012 na posiedzeniu Świętego Synodu Rosyjskiego Kościoła Prawosławnego. W związku z tym trzy dni później został podniesiony do godności archimandryty. Jego chirotonia biskupia odbyła się 21 sierpnia 2012 w soborze Przemienienia Pańskiego w Monasterze Sołowieckim z udziałem konsekratorów: patriarchy moskiewskiego i całej Rusi Cyryla, metropolitów sarańskiego i mordowskiego Warsonofiusza, biełgorodzkiego i starooskolskiego Jana, archangielskiego i chołmogorskiego Daniela, kemerowskiego i nowokuźnieckiego Arystarcha, arcybiskupów siergijewsko-posadskiego Teognosta, biskupów sołniecznogorskiego Sergiusza, narjan-marskiego i miezieńskiego Jakuba, gubkińskiego i grajworońskiego Sofroniusza.